# Roland Javornik
Roland Javornik (Hasselt, 4 december 1982) is een Belgisch regisseur, documentairemaker en scenarioschrijver

## Loopbaan
In 2007 schreef hij de Nederlandse kindermusical Smet en Smeer en het geheim van de Boomfeestdag. Datzelfde jaar schreef hij het scenario voor de kortfilm L'autre met Bert Cosemans en Alain Van Goethem.
In 2008 schreef en regisseerde hij de kortfilm Deadline met Dieter Troubleyn en Katelijne Verbeke. Eveneens in 2008 speelde hij Oleg Kocinsky in de serie Witse. Hij werkte mee aan het scenario van de kortfilm Blessure van Johan Vancauwenbergh.
In 2009 speelde hij de rol van Ludwig, naast Dieter Troubleyn en Marieke van Hooff in de kortfilm First Aid van Roger Bugaj en de rol van Archy in de kortfilm Catalyst van Felix Vanderhallen. Ook speelde bij de rol van Casteur in de fictie-documentaire Peter Francis Goet alias Klein Peerken van Bruce Uten. Verder was hij ook te zien in enkele reclamefilms zoals onder andere 'De week van de friet'.
In 2009 stond hij ook op het podium voor de monoloog Oscar een productie van de KHLIM.
Recent vervolledigde hij de documentaire For this is my blood waarin hij onderzocht waarom homo's in België geen bloed mogen geven. De film werd geselecteerd voor het Holebifilmfestival in 2009 en een Wanatoe Award.
2010 startte met de opnames voor een videoclip voor de band "FC Kabul". In zijn nieuwste documentaire "Two prides, two worlds...One Europe?" wil hij onderzoeken wat het verschil in beleving is tussen een Belgische pride en een Baltische pride en dat in samenwerking met WJNH (Wel Jong Niet Hetero) en het JINT (Youth in Action). De film werd geselecteerd als de openingsfilm van het Litouwse filmfestival "Ad Hoc: Inconvenient films". Verder werd de documentaire geselecteerd voor het Holebifilmfestival in 2010 en werd hij op de nationale zender van Litouwen getoond.
Tussen 2011 en 2012 was hij bezig met de regie van het audiovisuele toneelstuk "Vreemd wordt vriend". In datzelfde jaar werd zijn productiehuis JAVORNIK productions opgericht in Hasselt dat zich richt op allerhande audiovisuele projecten van virals tot commercials.
In 2013 werd de kortfilm "Roerloze Ontploffingen" gedraaid, een Neo Noir Motion Comic over het leven van enkele holebi's in de fictieve stad Hasaluth ergens tussen 1948 en 1958. De film werd warm onthaald op het holebi filmcircuit in binnen- en buitenland. De film werd bovendien genomineerd voor de juryprijs tijdens de Roze Filmdagen in Amsterdam en kreeg verder nog vertoningen in India, Mexico, Oekraïne, Engeland, Brazilië, Griekenland & Nederland. In België beleefde de film zijn tv première bij OP12.
Tussen 2013 en 2014 werkte Javornik aan de kortfilm De Bal. De Bal is een filmproject in samenwerking met de  Daltonschool uit Hasselt en vertelt het verhaal van twee kinderen die een hele school betrekken bij hun ruzie. Deze educatieve kortfilm toont op een laagdrempelige manier de gevolgen van een oorlog.
In 2016 won Javornik voor de reclamespot "De Freerunner" samen met productiehuis Medialife uit Hasselt de Comma Award voor beste tv-reclamespot.
Hierna was Javornik te zien als gastacteur in "De Buurtpolitie" en diverse reclamespots en muziekclips.
In 2020 werd Javornik 1st runner up in de nationale Mr. Gay Belgium 2020 verkiezing.
In maart 2021 won Javornik de prijs voor beste film op het Spaanse SLCF kortfilm festival voor zijn documentaire "The Puppeteer" die hij samen met regisseuse Sanne This in 2018 regisseerde.

## Privé
Hij is gehuwd en woont in Hasselt.